# M - Museum Leuven
El Museo M de Lovaina en neerlandés: M - Museum Leuven) o simplemente M es un museo de arte que está en el centro de Lovaina (Leuven), Bélgica, que se inauguró oficialmente en 2009. El museo tiene una colección de unas 46 000 obras, que van desde pinturas y esculturas del gótico tardío hasta artistas locales del siglo XVI como  Jan Rombouts I y Josse van der Baren a las pinturas y esculturas del siglo XIX de varios maestros flamencos como Constantin Meunier, Jef Lambeaux y George Minne.

## Historia

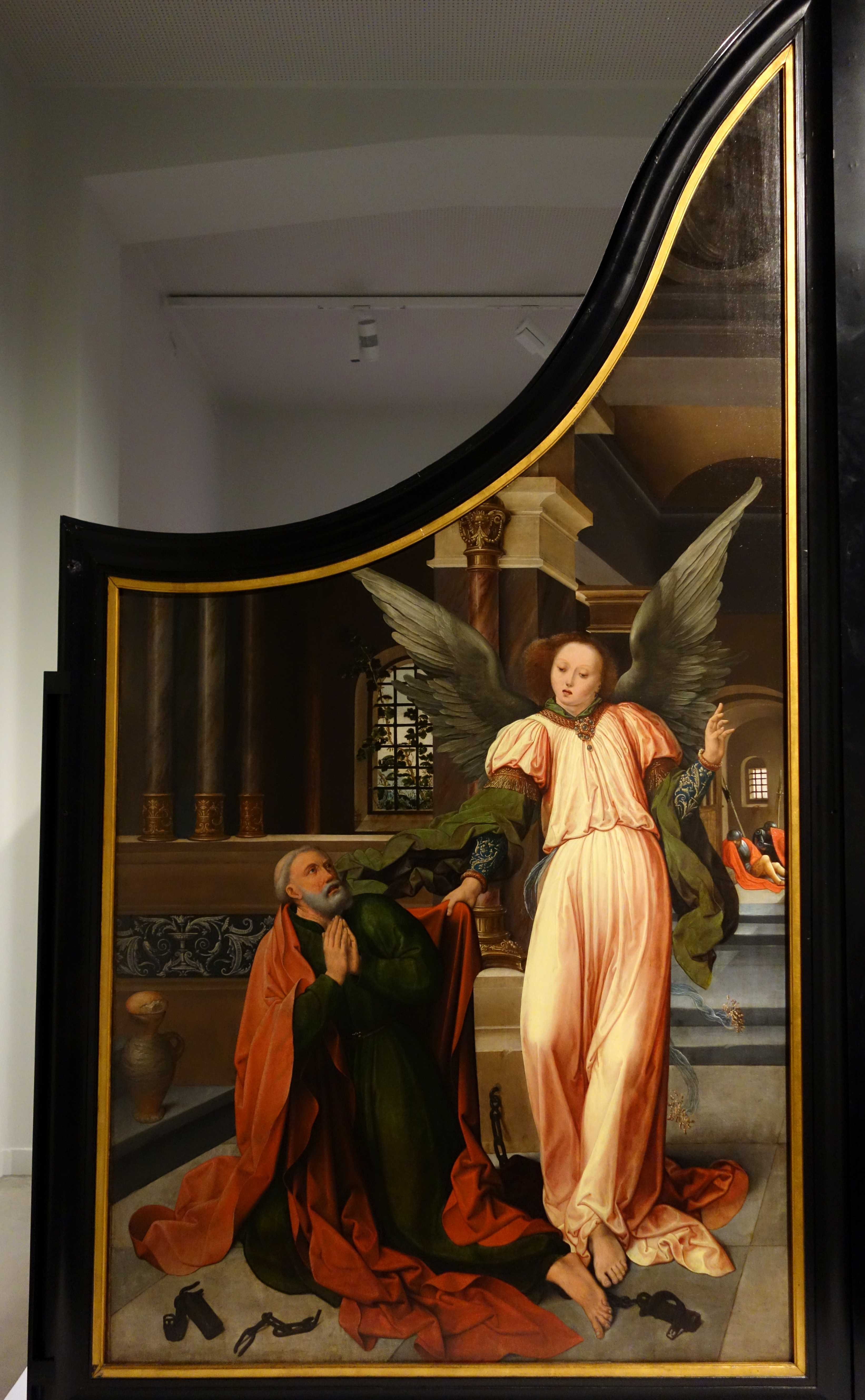
La liberación de San Pedro, obra de Jan Rombouts at M

El Museo M continúa las operaciones del museo municipal que se inauguró a principios del siglo XIX. En 1823, se fundó el primer museo en el segundo piso del Ayuntamiento de Lovaina. Aproximadamente un siglo después, la colección se trasladó a la antigua residencia privada del alcalde Leopold Vander Kelen en el centro histórico de Lovaina. Esta ubicación es ahora el principal espacio de exposición de M Museum.
Antes de que fuera abierto en 2009, el edificio del Museo M fue renovado según un diseño del arquitecto belga Stéphane Beel. El diseño integró características históricas y una elegante arquitectura contemporánea alrededor de un bonito patio. El área total del museo es 13 500 m². Además de su espacio de exposición, el edificio del museo alberga el M-café, la M-shop, un auditorio, un taller para niños, un patio y espacios de talleres.

## Colección permanente y exposiciones
El Museo M  gestiona la colección de arte, que es propiedad de la ciudad de Lovaina. Esta colección ha crecido desde lo que originalmente era una sala de curiosidades del siglo XVIII.
A través de donaciones, la colección de arte se convirtió en una colección completa que ofrece una visión general de la producción de arte en Lovaina y Brabante desde la Edad Media hasta el presente.
La colección histórica de M tiene como núcleo principal pinturas y objetos del período gótico tardío (siglos XV y 
XVI) y una colección de pinturas del siglo XIX. La colección M incluye obras maestras de  Dirk Bouts, Rogier Van der Weyden, Constantin Meunier, Jef Lambeaux  y otros. El Museo M también es una plataforma para descubrir el arte contemporáneo, ya que su colección incluye pintura, escultura, fotografía, video, cine y arquitectura.
El museo organiza muchas actividades durante todo el año, como exposiciones temáticas, domingos familiares, talleres infantiles, visitas guiadas, conferencias, presentaciones de libros y el marco de la oferta expositiva